# 天主教聖馬爾定醫院
天主教中華聖母修女會醫療財團法人天主教聖馬爾定醫院，簡稱聖馬爾定醫院、聖馬爾定，在地鄉親習慣以台語「聖馬」 (Sìng-Má)親暱稱之。位於臺灣嘉義市。是由天主教中華聖母傳教修女華淑芳於1966年創立。

## 歷史沿革
中華聖母傳教修女會（簡稱中華聖母會）是由田耕莘樞機主教，於1940年在中國大陸山東省陽榖教區朝城所創立。中華聖母會於1952年由山東陽穀撤退來台，並於1955年在嘉義縣梅山鄉設立會院。擁有內科專長的美籍華淑芳（Gloria Joan Watts）修女於1958年到台灣加入中華聖母會，在梅山鄉設立「海星診所」，華淑芳經常率領醫療團隊徒步深入山區為病患看診。隨著中華聖母會會院搬遷到嘉義市，海星診所也從梅山鄉遷往嘉義市，並改名為啟明診療所。
在華淑芳與中華聖母會的努力之下，前往美國等地募得許多善款， 於1965年在嘉義市民權路興建聖馬爾定醫院，1966年正式落成啟用。初期醫院僅有128張一般病床、4床加護病房、2間開刀房，員工總數不到200人。
1993年在大雅路現址， 動工興建地上十層、地下二層的區域級教學醫院，1996年新院區正式落成啟用。
目前聖馬爾定醫院擁有37個醫療專科，超過一千張病床。

## 院區
分為三個院區：
- 本院（大雅院區）-主要提供急、重症醫療及一般診療
- 民權院區-主要作為精神科門診及日間照顧
- 芳安院區-為本院附設護理之家，另設失智症老人日間照護中心及到宅沐浴車教育訓練基地─沐浴福祉教室。

## 交通
嘉義市公車
| 路線                | 業者     | 行先               | 停靠站             |
| ------------------- | -------- | ------------------ | ------------------ |
| 光林我嘉線 （黃線） | 國光客運 | 港坪運動公園－蘭潭 | 下山仔頂(大雅商圈) |
| 趣淘3路 （紫線）    | 捷乘交通 | 東洋新村－奉天宮   | 下山仔頂(大雅商圈) |

## 外部連結
- 天主教聖馬爾定醫院（页面存档备份，存于）